# N.I.B.
(Black Sabbath, N.I.B.)
N.I.B. è una canzone heavy metal tra le più note del gruppo inglese Black Sabbath. È la quarta traccia del loro primo album in studio pubblicato nel 1970.
L'introduzione della canzone è caratterizzata da un assolo di basso di Geezer Butler che nella versione del disco americana verrà soprannominato Bassically. Si riteneva che il titolo della canzone fosse l'acronimo per Nativity in Black (Natività in Nero) oppure Name in Blood (Nome nel Sangue), mentre in realtà (come spiegato da Geezer Butler, il bassista, in un'intervista del 1992) era il nomignolo del batterista Bill Ward a causa del taglio particolare della barba: infatti gli altri componenti della band pensavano che il suo pizzetto fosse affilato come un pennino ("nib" in inglese). Questa canzone è stata una delle prime ad attirare l'attenzione del pubblico sul gruppo che fu accusato di satanismo proprio per il testo del brano che si pensava, visto che si riferiva a Lucifero in prima persona, volesse sedurre l'ascoltatore e trascinarlo verso il satanismo. Nativity in Black è anche il nome di una serie di album tributo dedicati ai Black Sabbath, da altri artisti.

## Formazione
- Ozzy Osbourne - voce
- Tony Iommi - chitarra elettrica
- Geezer Butler - basso elettrico
- Bill Ward - batteria

## Cover
Il brano è stato reinterpretato da molti gruppi, tra cui:
- Cave In
- Type O Negative
- Ugly Kid Joe
- Acid Drinkers
- Pitchshifter
- Ozzy Osbourne[3]

## Altri utilizzi
- È ascoltabile nel film Una notte da leoni 3 (2013).